# Orthophytum supthutii
Orthophytum supthutii là một loài thực vật có hoa trong họ Bromeliaceae. Loài này được E.Gross & Barthlott mô tả khoa học đầu tiên năm 1990.